# Mirumar Asadov
Mirumar Asadov (uzbeko: Mirumar Asadov; 1927 — 2010) es un maestro en la restauración de monumentos arquitectónicos. Héroe de Uzbekistán desde 1996.

## Biografía
Mirumar Asadov nació el 9 de septiembre de 1927 en la ciudad de Samarcanda. Cuando comenzó la Segunda Guerra Mundial, un instituto de arte fue trasladado de Moscú a Samarcanda. Según los recuerdos personales de Mirumar Asadov, adquirió conocimientos y experiencia en dibujo y pintura de especialistas de Moscú, y aprendió talla de madera del famoso artesano de Bujará, Shirin Murodov. En 1941 se graduó de la Escuela de Reparación de Monumentos de Samarcanda.
En 1964 se graduó de la Universidad Estatal de Tayikistán.
En 1947, participó en la construcción del Teatro de Ópera y Ballet Alisher Navoi en Taskent y en la restauración de varios monumentos en Tayikistán. Mirumar Asadov participó en la renovación del mausoleo de Sadriddin Ayniy y el mausoleo de Rudaki en Panjikent, Tayikistán. and the restoration of a number of monuments in Tajikistan. Mirumar Asadov took part in the renovation of Sadriddin Ayni mausoleum and Rudaki mausoleum in Panjikent in Tayikistán.
De 1950 a 1955, participó en la renovación de la madrasa de Ulugbek en Samarcanda, el mausoleo de Amir Temur, la mezquita Bibi-Khanym, la madrasa Tilla-Kari, así como la madrasa Mir Arab en Bujará, el mausoleo de Bahoutdin Naqshband, la madrasa Yunuskhan en Taskent y el mausoleo de Kaldyrgochbi.
Después de que Uzbekistán se independizó, el primer objeto importante en el que trabajó el maestro fue el mausoleo de Bahovuddin Naqshbandi en la región de Bujará. El mausoleo, que casi estaba destruido y había perdido su apariencia histórica, fue restaurado según un encargo especial del gobierno.
Mirumar Asadov falleció en 2010.

## Familia
Junto con sus hermanos Usta Mirusmon y Usta Mir-Said, crearon una dinastía de maestros que restauraron monumentos históricos.

## Premios
- Medalla "Por la Labor Distinguida" (24 de abril de 1957)
- Laureado del Premio Estatal de Uzbekistán A. Hamza en 1974
- Héroe de Uzbekistán (1996)